# Entomophthora erupta
Entomophthora erupta är en svampart som först beskrevs av Dustan, och fick sitt nu gällande namn av I.M. Hall 1959. Entomophthora erupta ingår i släktet Entomophthora och familjen Entomophthoraceae.   Inga underarter finns listade i Catalogue of Life.